# Jean-Marc Guillou
Jean-Marc Guillou (* 20. prosince 1945, Bouaye) je bývalý francouzský fotbalista a trenér.
Hrál na postu záložníka, především za Angers SCO a OGC Nice. Hrál na MS 1978.

## Hráčská kariéra
Jean-Marc Guillou hrál na postu záložníka za Angers SCO, OGC Nice, Neuchâtel Xamax, FC Mulhouse a AS Cannes. V roce 1975 byl vyhlášen nejlepším francouzským fotbalistou roku z francouzské ligy, což tehdy ale fakticky znamenalo být nejlepším francouzským fotbalistou obecně.
Za Francii hrál 19 zápasů a dal 3 góly. Hrál na MS 1978.

## Trenérská kariéra
Guillou trénoval kluby AS Cannes, Servette FC, ASEC Mimosas a KSK Beveren a reprezentaci Pobřeží slonoviny.

## Úspěchy

### Individuální
- Francouzský fotbalista roku z francouzské ligy: 1975